# Emmenidi

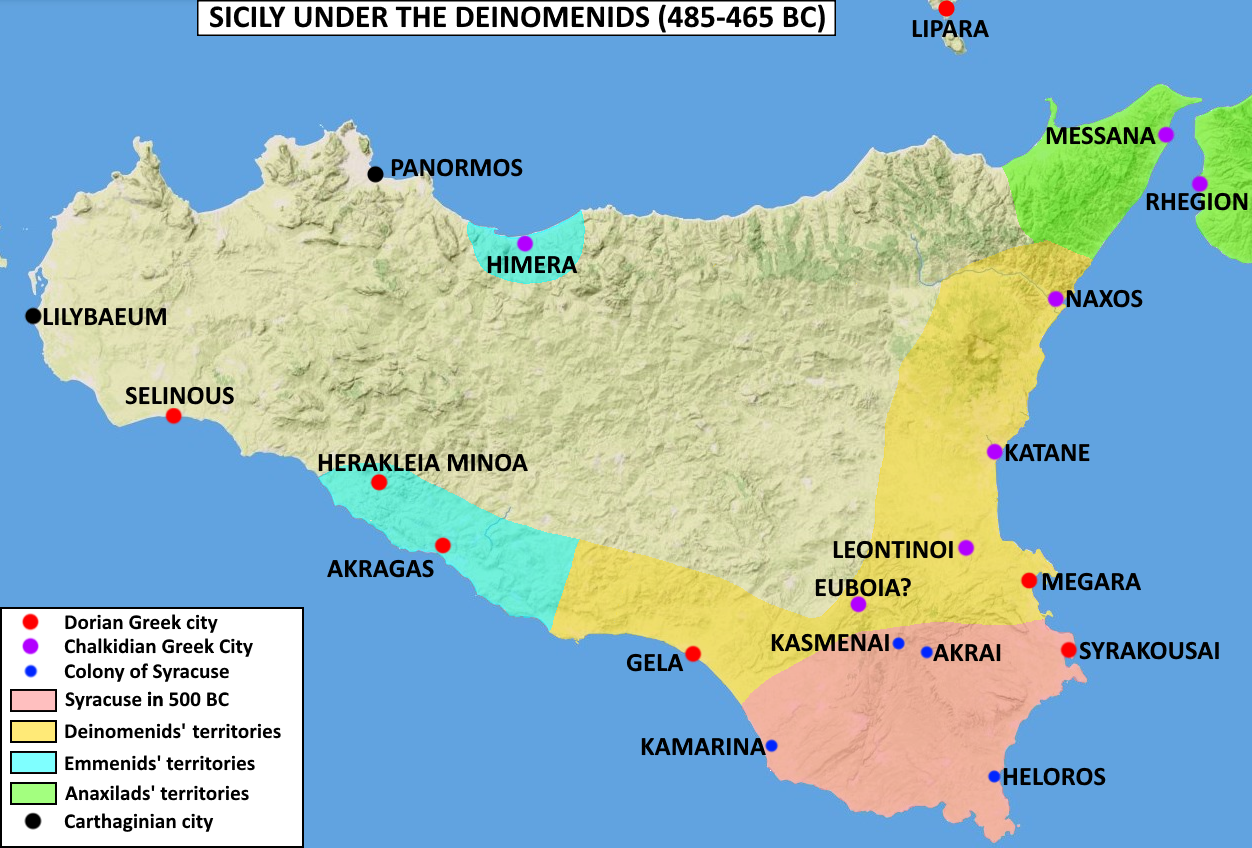
La Sicilia sotto Emmenidi e Dinomenidi

Gli Emmenidi (in greco antico: Ἐμμενίδαι?) furono un ghenos siceliota, attivo in Akragas e originario, secondo la tradizione, di Rodi o di Tera. La famiglia fu in vari modi collegata dagli antichi alla figura di Edipo.

## Storia
Capostipite degli Emmenidi fu Emmene, figura la cui storicità è oscura. Sarebbe stato lui (o un Telemaco) responsabile della caduta del tiranno Falaride, ma è facile immaginare che tale tradizione sia stata messa in piedi dall'emmenide più illustre, cioè Terone, tiranno di Akragas a partire dal 488 o dal 487 a.C. (date che è possibile indurre dalle testimonianze di Diodoro Siculo).
In effetti, il mezzo secolo di storia agrigentina tra Falaride e l'instaurarsi della tirannide di Terone non è quasi per nulla documentato e comunque solo in modo indiretto. Furono gli scoliasti di Pindaro a suggerire che gli Emmenidi avessero avuto un ruolo preminente nell'abbattimento della tirannide falaridea. Rimane quindi del tutto ipotetico che a Falaride sia seguita una tirannide "protoemmenide" e a questa un regime oligarchico, che precedette il ritorno, con Terone, alla tirannia in Akragas.
Gli Emmenidi, al momento dell'instaurarsi della tirannide teronea, appaiono come una delle casate più in vista di Akragas: allevano cavalli e hanno relazioni con tutta la grecità. Senocrate, fratello di Terone, si afferma con la quadriglia alle Pitiadi del 490 a.C. e la vittoria è cantata da Pindaro in un'ode in onore di Trasibulo, figlio di Senocrate.
Quanto all'emmenide Terone, il più insigne rappresentante del ghenos, egli appare in posizione di eminenza all'interno della famiglia anche prima di assumere la tirannide. L'imponenza della figura di Terone è così ricordata da Diodoro (X, 28, 3):
Terone fu importante alleato del tiranno di Siracusa Gelone ed insieme si affermarono contro i Cartaginesi e contro le poleis calcidesi alla battaglia di Imera. L'alleanza tra Gelone e Terone fu sostanziata anche da matrimoni dinastici: Demarete, figlia di Terone, sposerà Gelone e, alla morte di questi, passerà al fratello Polizelo. Nel breve periodo che vide i Dinomenidi Polizelo e Gerone contendersi la successione a Gelone, Terone prenderà le parti del genero e si sfiorerà lo scontro tra Akragas e Siracusa. Composto il conflitto con l'aiuto del poeta Simonide, Terone sposerà una figlia di Polizelo e i due diventeranno l'uno suocero dell'altro.
L'equilibrio mantenuto da Terone nei suoi rapporti con Siracusa non è retto da Trasideo, che tenta di abbattere Gerone, come racconta Diodoro (XI, 53, 3-5):
Gerone, vecchio e malato, riesce comunque a sconfiggerlo e il tentativo egemonico di Trasideo fallisce miseramente. Non è comunque chiaro come mai Trasideo venga condannato a morte a Megara Nisea. La vittoria siracusana non porterà bene nemmeno ai Dinomenidi, il cui ultimo rappresentante, Trasibulo (succeduto a Gerone nel 467 o nel 466 a.C.), verrà deposto di lì a poco, anche se, a differenza di Trasideo, avrà salva la vita e otterrà un esilio a Locri.